# Nazareno Colombo
Nazareno Colombo (Quilmes, Buenos Aires, Argentina; 20 de marzo de 1999) es un futbolista argentino. Se desempeña en la posición de defensor central y actualmente juega en Racing Club de la Liga Profesional Argentina.

## Trayectoria

### Estudiantes de La Plata
Colombo llegó a través del sistema juvenil de Estudiantes, incorporándose inicialmente en 2010. Tras firmar su primer contrato profesional el 11 de julio de 2019, el central debutó con el primer equipo nueve días después en una victoria de Copa Argentina en Cutral Có ante Mitre, jugando el partido completo contra el equipo de Primera B Nacional.

### Defensa y Justicia
A fines de agosto de 2021, Colombo se incorporó a Defensa y Justicia en calidad de préstamo hasta fin de  año. El 17 de enero de 2022, Defensa compró a Colombo a Estudiantes por una tarifa de alrededor de 1.250.000 dólares por el 50% de su pase, firmando el jugador hasta finales de 2025.
El primer gol de su carrera profesional lo consigue ante Banfield, el 6 de marzo de 2022, en el triunfo de visitante por 3 a 2.

### Racing Club
Llegó a Racing Club en agosto de 2023 como uno de los refuerzos para pelear la Copa Libertadores 2023. Debutó el 16 de septiembre en un clásico contra San Lorenzo que terminó 1-1.
Tuvo una pésima actuación en el Clásico de Avellaneda disputado el 30 de septiembre en El Cilindro, por la Copa de la Liga Profesional 2023. En dicho partido, generó un penal para Independiente, que sentenció el partido 2-0.
En la Copa de la Liga Profesional 2024 disputó sus partidos como suplente. En dicha competición se marcó un autogol en un partido contra Boca Juniors, disputado en La Bombonera, que terminó 4-2 a favor del local.
En la Liga Profesional 2024 convirtió un gol contra Instituto en la fecha 20, definiendo por encima del arquero del equipo cordobés. En ese mismo campeonato volvió a anotar un autogol para Estudiantes de La Plata en un partido crucial por la lucha del torneo, que terminó 5-4 a favor del Pincharrata.
Formó parte del equipo campeón de la Copa Sudamericana 2024.

## Selección nacional
En 2018, Colombo representó a Argentina en el Torneo Internacional Alcudia en España. Hizo cinco apariciones cuando ganaron el trofeo. En los meses anteriores, Colombo había entrenado contra los mayores en la Copa Mundial de la FIFA 2018 en Rusia.
En enero de 2020 fue convocado a la Selección Argentina Sub-23 para participar en el Torneo Preolímpico CONMEBOL 2020 en Colombia, reemplazando a Lautaro Valenti. Fue titular en el último partido de la fase de grupos ante Venezuela y marcó un gol.

## Vida personal
Colombo es hijo del exfutbolista profesional Leonardo Colombo, Hijo de Liliana Agotegaray, su única hermana Paloma Colombo.

## Estadísticas
Actualizado al último partido disputado el 14 de diciembre de 2024.

### Clubes
| Estudiantes de La Plata Argentina | 1.ª           | 2019          | —  | — | — | 1  | 0 | 0 | 3  | 0 | 0 | 4   | 0 | 0 |
| Estudiantes de La Plata Argentina | 1.ª           | 2019-20       | 11 | 0 | 0 | 10 | 0 | 0 | 2  | 0 | 0 | 23  | 0 | 0 |
| Estudiantes de La Plata Argentina | 1.ª           | 2021-22       | —  | — | — | 5  | 0 | 0 | 2  | 0 | 0 | 7   | 0 | 0 |
| Estudiantes de La Plata Argentina | Total club    | Total club    | 11 | 0 | 0 | 16 | 0 | 0 | 7  | 0 | 0 | 34  | 0 | 0 |
| Defensa y Justicia Argentina | 1.ª           | 2021          | 16 | 0 | 1 | 1  | 0 | 0 | —  | — | — | 17  | 0 | 1 |
| Defensa y Justicia Argentina | 1.ª           | 2022          | 26 | 0 | 0 | 15 | 1 | 0 | 4  | 0 | 0 | 45  | 1 | 0 |
| Defensa y Justicia Argentina | 1.ª           | 2023          | 19 | 1 | 1 | 2  | 0 | 0 | 5  | 0 | 0 | 26  | 1 | 1 |
| Defensa y Justicia Argentina | Total club    | Total club    | 61 | 1 | 2 | 18 | 1 | 0 | 9  | 0 | 0 | 88  | 2 | 2 |
| Racing Club Argentina | 1.ª           | 2023          | —  | — | — | 8  | 0 | 0 | —  | — | — | 8   | 0 | 0 |
| Racing Club Argentina | 1.ª           | 2024          | 21 | 1 | 0 | 8  | 0 | 0 | 2  | 0 | 0 | 31  | 1 | 0 |
| Racing Club Argentina | 1.ª           | 2025          | 5  | 0 | 0 | -  | - | - | 1  | 0 | 0 | 6   | 0 | 0 |
| Racing Club Argentina | Total club    | Total club    | 26 | 1 | 0 | 16 | 0 | 0 | 3  | 0 | 0 | 45  | 1 | 0 |
| Total carrera | Total carrera | Total carrera | 98 | 2 | 2 | 50 | 1 | 0 | 19 | 0 | 0 | 167 | 3 | 2 |
| (1) Incluye datos de la Copa Argentina, Supercopa Argentina, Copa de la Superliga Argentina y Copa de la Liga Profesional (2) Incluye datos de la Copa Sudamericana, Copa Libertadores, Selección Sub-20 y Selección Sub-23. |               |               |    |   |   |    |   |   |    |   |   |     |   |   |

## Palmarés

### Campeonatos internacionales
| Título                          | Equipo                        | Sede           | Año  |
| ------------------------------- | ----------------------------- | -------------- | ---- |
| Torneo Internacional Alcudia    | Selección sub-20 de Argentina | Alcudia        | 2018 |
| Torneo Preolímpico Sudamericano | Selección sub-23 de Argentina | Colombia       | 2020 |
| Copa Sudamericana               | Racing Club                   | Asunción       | 2024 |
| Recopa Sudamericana             | Racing Club                   | Río de Janeiro | 2025 |